# Almut Brömmel
Almut Brömmel (ur. 5 maja 1935 w Lipsku) – zachodnioniemiecka lekkoatletka, która specjalizowała się w rzucie oszczepem.
Dwa razy startowała w igrzyskach olimpijskich – Melbourne 1956 (13. miejsce w rzucie oszczepem i 22. miejsce w rzucie dyskiem) oraz Rzym 1960 (16. miejsce w rzucie oszczepem). Dwukrotna medalistka uniwersjady. Rekord życiowy: 55,16 (1968).